# Aberfoyle River
Der Aberfoyle River ist ein Fluss im Nordosten des australischen Bundesstaates New South Wales.

## Geographie
Der Fluss entspringt rund drei Kilometer nordöstlich der Kleinstadt Llangothlin am New England Highway. Sie liegt auf der Ostabdachung der Great Dividing Range. Von dort fließt der Aberfoyle River nach Südosten bis zum Mount Hourigan. Diesen Berg passiert der Fluss an seiner Südseite und wendet seinen Lauf dann nach Nordosten. Im südlichen Guy-Fawkes-River-Nationalpark mündet er dann in den Guy Fawkes River.

### Nebenflüsse mit Mündungshöhen
- Nowlands Backwater – 729 m
- Kangaroo Hills Creek – 507 m
- Round Waterhole Creek – 472 m[1]